# Octavien de Saint-Gelais
Octavien de Saint-Gelais, född 1468 i Cognac, död 1502 i Vars, var en fransk skald och prelat. Han var farbror eller möjligen far till Mellin de Saint-Gelais.
Octavien de Saint-Gelais, som var biskop av Angoulême,  var påverkad dels av den slutande medeltidens sista lyriska skola Les grands rhétoriqueurs, dels av Charles d'Orléans. Hans diktning utgörs huvudsakligen av allegoriskt lyriska dikter utan någon större originalitet. Av större intresse är hans översättningar från Ovidius och Vergilius.